# Miki Juanola
Miquel Juanola Pastoret (Lloret de Mar, Gerona, 4 de marzo de 2003), más conocido como Miki Juanola, es un futbolista español. Juega como lateral derecho en el F. C. Basilea de la Superliga de Suiza.

## Trayectoria
Juanola empezó a jugar a fútbol en la XEF de Lloret, pero poco después pasó a formar parte de la base del Club de Fútbol Lloret, donde estuvo en dos etapas, tras pasar también por la Fundación Privada Calella. Con 11 años, ingresó en la cantera del FC Barcelona para jugar en categoría alevín "A".
En julio de 2022, pondría fin a su etapa como jugador del FC Barcelona después de 8 años en el club, tras acabar su etapa de juvenil.
El 19 de agosto de 2022, firma por el F. C. Basilea de la Superliga de Suiza. En la temporada 2022-23, sería asignado a su equipo sub-21.

## Clubes
| Club          | País  | Año   |
| ------------- | ----- | ----- |
| F. C. Basilea | Suiza | 2022- |